# Pit & Run
Pit & Run (ピット&ラン?, Pitto & Ran), per esteso Pit & Run - F-1 Race, è un videogioco arcade edito dalla Taito nel 1984 incentrato sulle corse automobilistiche.

## Modalità di gioco
In Pit & Run viene preso parte ad una competizione di macchine monoposto che ricordano quelle della Formula 1, svolgente su un unico circuito visto dall'alto e scorrevole verticalmente. La competizione è strutturata in tre gare da un diverso numero di giri: la prima cinque, la seconda otto e la terza dieci. L'obiettivo del giocatore non è arrivare primo bensì percorrere il numero di giri completi in quella gara sorpassando le vetture avversarie controllate dal computer.
L'auto rossa pilotabile con il joystick è provvisto di carburante, il cui indicatore è visualizzato nella parte superiore dell'interfaccia. La benzina perde gradualmente non solo mentre si corre, ma anche quando si sbatte a bordo strada, si entra in contatto con l'avversario o si collide con i vari ostacoli (tranne le pozzanghere) che appaiono sull'asfalto. Il giocatore in altre parole deve fare ogni tanto rifornimento presso il pit stop che si trova in un punto preciso della pista; se non dovesse arrivare in fretta e l'indicatore raggiunge lo 0 la partita termina.
La difficoltà in sessione potrebbe aumentare con la venuta del buio (lo schermo si annerisce). Il giocatore, con i fari del suo veicolo accesi dovrà guidare con prudenza finché la luce non torna.

## Accoglienza
In Giappone, la rivista Game Machine elencò Pit & Run nel numero del 1º marzo 1984 come l'unità arcade di maggior successo del mese.